# Vladimir Puhalo
Vladimir Puhalo (Borovo Naselje, 12. rujna 1947. – Zagreb, 26. srpnja 2009.) bio je hrvatski kazališni, televizijski i filmski glumac, pjevač, plesač i teniski trener.

## Životopis
Počeo se baviti glumom još u srednjoškolskoj dobi, dok je pohađao gimnaziju. Bio je jedan od najpoznatijih članova Dramskog studija Zorin dom u Karlovcu. Studirao je na zagrebačkoj Akademiji za kazalište, film, radio i televiziju gdje je i diplomirao. Prvi posao je imao u kazalištu u Subotici, gdje je ostvario niz vrlo zapaženih uloga.
Glumio je u više televizijskih serija, kao što su Gruntovčani, Kapelski kresovi, Pozitivna nula, Kad ftičeki popevleju, Smogovci, Nepokoreni grad, a na filmu je glumio u domaćim filmovima i u koprodukcijama inozemnih filmskih kuća s bivšom SFRJ. Kao kazališnom glumcu mu je matičnim kazalištem bilo kazalište Komedija. Značajnije i zapamćene uloge su mu bile u Gubec-begu, Jalta, Jalti, O'Kaju, Zlatnim dečkima, Guslaču na krovu i mnogim drugima.
Hrvatskoj javnosti je ostao najpoznatiji njegov glas kojeg je posudio likovima iz crtanog filma. Najpoznatiji likovi kojima je posudio glas su Zekoslav Mrkva, otkuda i slavna poštapalica „Kaj te muči, Njofra?”, i Japanska buba.
Umro je u 62. godini od posljedica srčanog udara nakon dugogodišnje mukotrpne borbe s bipolarnim poremećajem (maničnom depresijom).

## Zanimljivosti
- Bavio se tenisom, a bio je i profesionalni teniski trener. U Americi je zajedno s obitelji proveo nekoliko godina tijekom 1980-ih, gdje je vodio Four Seasons Tennis akademiju.

- Otac je Ive Olivari, team menađerice hrvatske nogometne reprezentacije.

## Filmografija

### Televizijske uloge
- "Smogovci" kao direktor zatvora iz Lepoglave (1986.)
- "Priče iz fabrike" (1985.)
- "Kiklop" kao radnik u ludnici (1983.)
- "Nepokoreni grad" (1982.)
- "Nikola Tesla" (1977.)
- "Gruntovčani" kao Cinoberov sin Štef (1975.)
- "Sumorna jesen" kao Poldika (1969.)

### Filmske uloge
- "Na tajnom zadatku" kao mesar (1991.)
- "Smrtonosno nebo" kao doktor (1990.)
- "Čudesna šuma" kao svraka i Smrt Obični (1986.)
- "Kiklop" kao radnik u ludnici (1982.)
- "Povratak" (1979.)
- "Živi bili pa vidjeli" (1979.)
- "Čovjek koga treba ubiti" (1979.)
- "Novinar" kao novinar (1979.)
- "Akcija stadion" kao ustaša #1 (1977.)
- "Deps" kao policijski inspektor (1974.)

## Sinkronizacija
- "Silvestrove i Čičijeve tajne" kao kontroler radara #1, Joel Ferret i sporedne uloge (2001.)
- "Čiči na putu oko svijeta za 80 dana" kao Zekoslav Mrkva (2000.)
- "Labuđa princeza 3: Tajna začaranog blaga" kao Pafi (1998.)
- "Labuđa princeza 2" kao Pafi (1997.)
- "Labuđa princeza" kao Pafi (1995.)
- "Zekoslavne priče" kao Zekoslav Mrkva (1990-e)
- "Looney Tunes" kao Zekoslav Mrkva (1990-e i početkom 2000-ih)[2]
- Japanska buba u Eustahiju Brziću[2] (1980-e)

## Vanjske poveznice
- Vladimir Puhalo u internetskoj bazi filmova IMDb-u (engl.)